# La demora
La demora es una película de 2012, coproducida por Uruguay, México y Francia. Escrito por Laura Santullo y dirigido por Rodrigo Plá, el drama está protagonizado por Roxana Blanco, Carlos Vallarino, Oscar Pernas, Cecilia Baranda, Thiago Segovia y Facundo Segovia. La película compitió por el Óscar a mejor película extranjera en representación de Uruguay.

## Sinopsis
María, trabajadora empedernida, sin pareja y madre de tres hijos, debe resolver qué hacer con su padre mayor y enfermo. A Agustín no lo aceptan en un asilo, pues cuenta con una familia que puede cuidarlo. Se olvida de las cosas; está envejeciendo y lo sabe. Su hija cuida de él, duerme poco y trabaja demasiado. El agobio de María va en aumento. La relación entre estos dos seres que se quieren y a la vez se incomodan de pronto se rompe.

## Protagonistas
- Roxana Blanco (María)
- Carlos Vallarino (Agustín)
- Óscar Pernas
- Cecilia Baranda
- Thiago Segovia
- Facundo Segovia

## Premios

### Obtenciones
- Festival Internacional del Nuevo Cine Latinoamericano de La Habana (2012): mejor música original.[2]
- Premios Ariel (2012): mejor director (Rodrigo Plá).[2]
- Festival de Cine Latinoamericano de Biarritz (2012): mejor interpretación (Roxana Blanco).[5]
- Premio Iris al Espectáculo (2013): mejor película.[6]

### Otras nominaciones
- Premios Ariel (2012): mejor película, mejor actriz (Roxana Blanco), mejor actor (Carlos Vallarino), mejor guion adaptado (Laura Santullo) y mejor fotografía (María José Secco).[7]